# 続いてゆくのかな
『続いてゆくのかな』（つづいてゆくのかな）はFLYING KIDS1枚目のオリジナル・アルバム。1990年4月21日発売。発売元はビクター音楽産業。

## 概要
本作は「三宅裕司のいかすバンド天国」出場時の演奏曲が収録曲に多数含まれている。スガシカオがデビュー前、インディーズで音楽活動していた当時、この盤を聴いて衝撃を受け、自分がやりたかったことを先に全部やられてしまい悔しかったと語り音楽活動からしばらく離れるほどであったという。

## 収録曲
1. あれの歌
2. キャンプファイアー
3. 行け行けじゅんちゃん
4. ちゅるちゅるベイビー
5. 僕は僕を信じて
6. 我想うゆえに我あり
7. 幸せであるように
8. きのうの世界
9. 君が昔愛した人
10. おやすみなさい
11. あれの歌（再び）

## クレジット
全作詞：浜崎貴司
全作曲・編曲：FLYING KIDS（3作曲：飯野竜彦・8作曲：加藤英彦）
10：イギリス童謡